# Syncalama mimica
Syncalama mimica là một loài bướm đêm trong họ Noctuidae.